# Peter Franzén
Peter Wilhelm Franzén es un destacado actor finlandés, conocido por sus participaciones en varias películas y por haber interpretado al rey Harald I en la serie Vikingos. 

## Biografía
Sirvió en el ejército finlandés como francotirador.
Peter habla varios idiomas: inglés, alemán, sueco, ruso, húngaro, francés y finés.
En 1996 se casó con la actriz Irina Björklund, en septiembre del 2007 le dieron la bienvenida a su primer hijo, Diego Aaron Vilhelm Franzén.

## Carrera
En 1995 prestó su voz para el personaje del guerrero Kocoum en la versión finlandesa de la película de Disney, Pocahontas.
En el 2004 apareció como invitado durante el quinto episodio de la tercera temporada de la de la popular serie estadounidense CSI Miami donde dio vida al ruso Ivan Radu.
En el 2007 se unió al elenco principal de la serie Karjalan kunnailla donde dio vida a Jarkko "Jake" Rosenius, hasta el 2012.
Ese mismo año obtuvo un pequeño papel como Bronson, un oficial de la policía en la película Cleaner. También apareció en el video musical "While Your Lips Are Still Red" de Tuomas Holopainen y Marco Hietala del quinteto finlandés de metal sinfónico Nightwish.
En el 2009 apareció como Hrolf, uno de los vikingos suecos del vampiro Eric Northman (Alexander Skarsgård) en el episodio "Never Let Me Go" de la serie True Blood.
En el 2015 interpretó al peligroso criminal Milo Mikhailov en las películas Johan Falk: Blodsdiamanter y en Johan Falk: Slutet, las cuales son parte de la franquicia de las películas series de las películas de Johan Falk.
Ese mismo año apareció se unió al elenco de la película The Gunman donde interpretó a Reiniger, un asesino y miembro del equipo del corrupto Cox (Mark Rylance).
En el 2016 se unió al elenco principal de la cuarta temporada de la popular serie Vikingos donde da vida al rey noruego Harald Finehair, el hermano del vikingo Halfdan "The Black" (Jasper Pääkkönen), hasta ahora.
El 9 de mayo de 2017 se anunció que Peter se había unido al elenco de Underground.

## Filmografía

### Películas
| Año  | Título                     | Personaje       | Notas |
| ---- | -------------------------- | --------------- | --- |
| 2017 | Underground                | -               | junto a Ben Kingsley y Carly Chaikin                                                                               |
| 2015 | The Gunman                 | Reiniger        | junto a Sean Penn, Idris Elba, Mark Schardan, Javier Bardem, Ray Winstone y Mark Rylance                           |
| 2015 | Johan Falk: Slutet         | Milo Mikhailov  | junto a Jakob Eklund, Jens Hultén, Meliz Karlge, Mårten Svedberg y Mikael Tornving                                 |
| 2015 | Johan Falk: Blodsdiamanter | Milo Mikhailov  | junto a Jakob Eklund, Jens Hultén, Meliz Karlge, Mårten Svedberg y Alexander Karim                                 |
| 2012 | Kerron sinulle kaiken      | Sami Suutari    | junto a Leea Klemola, Ria Kataja, Emmi Nivala, Alex Anton, Maria Heiskanen y Laura Malmivaara                      |
| 2009 | Rööperi                    | Krisu           | junto a Samuli Edelmann, Kari Hietalahti, Pihla Viitala, Kristo Salminen y Jasper Pääkkönen                        |
| 2007 | Cleaner                    | Oficial Bronson | junto a Samuel L. Jackson, Ed Harris, Eva Mendes, Luis Guzmán, Maggie Lawson, José Pablo Cantillo y Robert Forster |
| 2004 | Hotet                      | Magnus          | junto a Maria Bonnevie, Stefan Sauk, Dejan Čukić, Axel Zuber y Shanti Roney                                        |

### Series de televisión
|  | Año         | Título                       | Personaje           | Notas                                                      |
|  | ----------- | ---------------------------- | ------------------- | ---------------------------------------------------------- |
|  | 2021        | La rueda del tiempo          | Stepin              |                                                            |
|  | 2016 - 2020 | Vikingos                     | Rey Harald          | 41 episodios                                               |
|  | 2016        | American Masters             | Eero Saarinen (voz) | episodio "Eero Saarinen: The Architect Who Saw the Future" |
|  | 2016        | Beck                         | Risto Kangas        | episodio "Gunvald"                                         |
|  | 2007 - 2012 | Karjalan kunnailla           | Jake Rosenius       | 30 episodios                                               |
|  | 2009        | True Blood                   | Hrolf               | episodio "Never Let Me Go"                                 |
|  | 2006        | Studio Impossible            | Varios Personajes   | 15 episodios                                               |
|  | 2006        | Isabella                     | Andreas             | 2 episodios - miniserie                                    |
|  | 2004        | CSI Miami                    | Ivan Radu           | episodio "Legal"                                           |
|  | 2003        | Irtiottoja                   | -                   | -                                                          |
|  | 2001        | V.I.P.                       | Nazi                | episodio "Val's Big Bang"                                  |
|  | 2000        | Mustan kissan kuja           | A-P Nyberg          | -                                                          |
|  | 2000        | Susi rajalla                 | Aki-Petteri Nyberg  | -                                                          |
|  | 1999        | The Wild Thornberrys         | Guardia             | episodio "On the Right Track"                              |
|  | 1997        | Tähtilampun alla             | Ville               | episodio "Kosminen kontakti"                               |
|  | 1997        | Verisiskot                   | -                   | -                                                          |
|  | 1997        | Samppanjaa ja vaahtokarkkeja | Raimo Salmela       | episodio "Raskauttavia todisteita"                         |
|  | 1997        | Ota ja omista                | Mika                | episodio "Ihana nuori mies"                                |
|  | 1996        | Maigret                      | Leo Liikanen        | episodio "Maigret en Finlande"                             |
|  | 1994        | Puukoi                       | Varios Personajes   | -                                                          |

### Voz
| Año  | Título     | Personaje | Notas                           |
| ---- | ---------- | --------- | ------------------------------- |
| 1995 | Pocahontas | Kocoum    | prestó su voz para el personaje |

### Videos musicales
| Año  | Artista                           | Canción                         | Notas                        |
| ---- | --------------------------------- | ------------------------------- | ---------------------------- |
| 2007 | Tuomas Holopainen y Marco Hietala | "While Your Lips Are Still Red" | apareció en el video musical |

### Director y escritor
| Año  | Título              | Notas               |
| ---- | ------------------- | ------------------- |
| 2013 | Tumman veden päällä | director y escritor |

## Premios y nominaciones
| Año  | Categoría                                                              | Premio                                                        | Películas                | Resultado |
| ---- | ---------------------------------------------------------------------- | ------------------------------------------------------------- | ------------------------ | --------- |
| 2014 | Best Actor                                                             | Jussi Award                                                   | Kerron sinulle kaiken    | Nominado  |
| 2014 | New Voices/New Visions                                                 | Grand Jury Prize                                              | Tumman veden päällä      | Nominado  |
| 2014 | Best European Debut Film                                               | Zlín International Film Festival for Children and Youth Award | Tumman veden päällä      | Nominado  |
| 2013 | Best Film                                                              | Tridens Award                                                 | Tumman veden päällä      | Nominado  |
| 2013 | Best Supporting Actor                                                  | Jussi Award                                                   | Tie pohjoiseen           | Nominado  |
| 2011 | Best Actor                                                             | Jussi Award                                                   | Harjunpää ja pahan pappi | Nominado  |
| 2010 | Best Supporting Actor                                                  | Jussi Award                                                   | Rööperi                  | Ganó      |
| 2005 | Best Actor                                                             | Jussi Award                                                   | Koirankynnen leikkaaja   | Ganó      |
| 2003 | International Competition (junto a Niko Saarelam, Jasper Pääkkönen...) | Brussels International Independent Film Festival Award        | Pahat pojat              | Ganaron   |
| 2002 | Best Supporting Actor                                                  | Jussi Award                                                   | Emmauksen tiellä         | Nominado  |
| 2000 | Best Actor                                                             | Rouen Nordic Film Festival Award                              | Rukajärven tie           | Ganó      |
| 2000 | Best Actor                                                             | Jussi Award                                                   | Rukajärven tie           | Nominado  |
| 1999 | Best Supporting Actor                                                  | Jussi Award                                                   | Kuningasjätkä            | Ganó      |